# Mano Negra (banda)
Mano Negra, é uma banda fundada em 1987 por Manu Chao, pelo seu irmão Antoine e pelo seu primo, Santiago Casariego. Com um som eclético, o grupo é considerado um dos precursores do world fusion.
Mano Negra incorporou uma impressionante variedade de estilos musicais: punk rock, flamenco, ska, salsa, música francesa, hip hop, raï, rockabilly, reggae e ritmos africanos. Eles também fizeram uso frequente de amostras de técnicas de pós-produção de sons diários, eletrônicos e experimentais.
O nome é uma homenagem a uma suposta organização anarquista que operava na Espanha no final do século XIX. O primeiro single do Mano Negra foi Mala Vida, e seu grande sucesso na França rendeu ao grupo um contrato com a gravadora Virgin.
Em 1992, o Mano Negra fez uma turnê pela América Latina. Mas não foi uma turnê comum: os integrantes da banda viajavam de barco, ao lado de atores e de um circo, tocando em cidades portuárias ao longo de toda a costa do continente. Um dos momentos mais marcantes aconteceu no Rio de Janeiro, durante a convenção mundial Eco 92: na Praça dos Arcos da Lapa, o Mano Negra fez um show que contou com a participação de Jello Biafra, da banda estadunidense Dead Kennedys.
Em 1995, o Mano Negra mudou-se para a Espanha, onde Manu Chao montou um projeto paralelo, o Radio Bemba Sound System, junto com outros integrantes. Essa mistura causou atritos internos, o que levou ao fim do Mano Negra.

## Discografia
| ano                                     | Título | Tipo                                                         | Gravadora                                                                                                 | Info |
| 1988 1989 1991 1992 1994 1998 2001 2004 | Patchanka Puta's Fever King Of Bongo Amerika Perdida In The Hell Of Patchinko Casa Babylon Bande Originale Du Livre Best Of Mano Negra Illegal L'Essentiel | Álbum Compilação ao vivo Álbum Compilação Tributo Compilação | Boucherie Productions / Virgin France S.A. & Syros Virgin France S.A. Big Mama Records Virgin France S.A. | 1ª edição pela Boucherie, 2ª edição pela Virgin o seu álbum clássico gravado após a turnê americana Gravado no Club Chitta em Kawasaki, Japan feito por Manu Chao após a separação Edição limitada, com livro todos os grandes sucessos Tributo por músicos de ska compilação com canções dos três primeiros álbuns |

## Ligações Externas
- Mano Negra no Myspace